# Clément Juglar
Clément Juglar (Parigi, 15 ottobre 1819 – Parigi, 28 febbraio 1905) è stato un medico e statistico francese.

## La ricerca
È stato uno dei primi a sviluppare la teoria economica del ciclo economico. Ha identificato un ciclo della durata media di 7-11 anni caratterizzato dall'espansione del credito e dalla riduzione delle riserve bancarie nelle fasi di ripresa e di prosperità dall'andamento opposto nelle fasi di recessione e depressione. 
All'interno del ciclo di Juglar si possono osservare oscillazioni degli investimenti in capitale fisso e non solo cambiamenti nel livello di occupazione del capitale fisso (e le rispettive modifiche delle scorte), come si osserva per quanto riguarda il ciclo Joseph Kitchin. La ricerca recente che impiega anche analisi spettrale ha confermato la presenza dei cicli di Juglar nella dinamica del PIL mondiale fino al momento presente .

## Impatto di Juglar
Le pubblicazioni di Juglar hanno portato ad altre teorie del ciclo economico, in seguito, da economisti come Joseph Schumpeter.

## Pubblicazioni
- "Des crises commerciales", 1856, in Annuaire de l'economie politique.
- "Des Crises commerciales et leur retour periodique en France, en Angleterre, et aux Etats-Unis", Parigi, Guillaumin, 1862.
- Du Change et de la liberte d'émission, 1868.
- Les Banques de depôt, d'escompte et d'émission, 1884.